# Рогозна
Рогозна е планина в историческа Рашка, която днес се намира на границата между Косово и Сърбия. Местонахождението ѝ е на 10-12 km югозападно от Нови пазар, с било разположено в посока североизток-югозапад. На дължина е около 20 km. Попада в триъгълника образуван между реките Рашка и Ибър в горното и средно течение на последната. Планината образува от север т.нар. Ибърски Колашин.
Бреговете ѝ са стръмни към Ибър, а най-високата ѝ точка е Църни връх с височина 1504 m. През средновековието покрай планината преминава главния търговски кервански път свързващ Босна със Скопие и Солун в Македония. Рогозна е покрита с гъсти гори.
По търговския кервански път край Рогозна е изградено от саси и дубровчани едноименно рударско селище Рогозна, край което се намират руините на средновековния град Елеч с едноименната жупа.